# Hugo Löfving
Hugo Löfving, född 7 juli 1918 i Östra Bodane i Ånimskog, Dalsland, död 26 mars 1991 i Annedal, Göteborg, var en svensk målare och bildpedagog.
Han var son till Frans Gottfrid* Löfving (1895-1968) och Edit* Italia Löfving, född Ahlstrand (1901-1996). Han var från 1947 fram till sin död gift med Rosa Irene Löfving, född Bergheim (1918-2016).
Löfving studerade vid Valands konstskola i Göteborg för Nils Nilsson. 
Hans konst består av lyriska abstrakta motiv. Vid sidan av sitt eget skapande har han varit lärare vid Målarskolan i Borås.
Löfving är representerad vid Kalmar konstmuseum och Göteborgs konstmuseum.

### Fotnoter
1. ↑  ”Kalmar konstmuseum”. Arkiverad från originalet den 3 december 2017. https://web.archive.org/web/20171203224622/http://konstdatabas.designarkivet.se/index.php/Detail/Object/Show/object_id/645. Läst 3 december 2017.